# Пий VIII
Пий VIII (на латински: Pius PP. VIII; на италиански: Pio VIII, роден като Франческо Саверио, граф Кастильони) е римски папа в периода 31 март 1829 г. – 30 ноември 1830 г.
Роден е на 20 ноември 1761 г. в Чиньоли. Получава теологическо и юридическо образование. Папа Пий VII го назначава за епископ в Монталто. Наполеон заповядва да го арестуват в Мантуа. През 1816 Кастилони става кардинал и епископ на Чезена, а през 1821 г. – епископ на Фраскати. Когато го избират за папа, той вече е тежко болен. Продължава курса, започнат от своите предшественици. Издава енциклика, осъждаща тайните организации на италианските революционери, наречени съюзи на карбонарите.

## Въшни препратки
- ((en)) Pope Pius VIII (Catholic Encyclopedia)